# Gefängnisturm von Glencorse
Der Gefängnisturm von Glencorse ist ein Turm auf dem Gelände der Glencorse Barracks in der schottischen Stadt Penicuik in der Council Area Midlothian. Das Bauwerk wurde 1971 in die schottischen Denkmallisten in der höchsten Kategorie A aufgenommen.

## Geschichte
Zu Beginn des 19. Jahrhunderts wurde das Anwesen Greenlaw House zur Einrichtung eines Lagers für französische Kriegsgefangene aus den Napoleonischen Kriegen freigegeben. Der Gefängnisturm stammt wahrscheinlich aus dem Jahr 1804, es ist jedoch auch möglich, dass er erst im Zuge der Erweiterung der Anlage ab 1813 errichtet wurde. Ein, mit Ausnahme der Höhe, gleichförmiger Turm ist auf dem Gelände eines weiteren Militärgefängnisses in Perth zu finden. Für dessen Entwurf zeichnet der schottische Architekt Robert Reid verantwortlich.

## Beschreibung
Der Turm befindet sich auf einem zentralen Platz inmitten der Militärgebäude. Es wurde ein Schichtenmauerwerk aus Sandstein gewählt. Ursprünglich führten an vier Seiten Türen ins Innere des oktogonalen Turms. Drei dieser Eingänge wurde zwischenzeitlich mit Mauerwerk verfüllt und in einem von ihnen ein Fenster eingesetzt. An denselben Flächen, an denen sich die Türen befanden, sind im obersten Geschoss des vierstöckigen Turms Uhren eingelassen. Im Inneren sind sowohl ehemalige Gefängniszellen als auch Wachträume eingerichtet. Das Gebäude schließt mit einem Zeltdach, das jedoch annähernd konisch ist. Die Spitze ist zur Installation eines Flaggenmastes abgeflacht.